# Geoffrey Lewis
Geoffrey Lewis (n. 31 iulie 1935, San Diego, California, SUA – d. 7 aprilie 2015, Los Angeles, California, SUA) a fost un actor american de film.